# Jacques Elong Elong
Jacques Elong Elong (Duala, Camerún, 20 de febrero de 1985-31 de marzo de 2025) fue un futbolista camerunés que jugó en la posición de centrocampista.

## Carrera

### Club
| Periodo   | Club                        | Apariciones | Goles |
| --------- | --------------------------- | ----------- | ----- |
| 2001-2003 | Caïman de Douala            | 31          | 9     |
| 2003-2005 | Mount Cameroon FC           | 21          | 5     |
| 2005-2008 | Persepolis FC               | 30          | 0     |
| 2008-2009 | Sepahan FC                  | 5           | 0     |
| 2009-2011 | FC DAC 1904 Dunajská Streda | 12          | 0     |
| 2010-2011 | → Paykan FC (cedido)        | 14          | 2     |
| 2012      | Esteghlal FC                | 4           | 0     |
| 2012-2014 | Naft Maysan SC              | 34          | 6     |

### Selección nacional
Elong Elong debutó con Camerún el 7 de octubre de 2006 en la victoria por 3-0 sobre Guinea Ecuatorial en Yaoundé por la clasificación para la Copa Africana de Naciones de 2008 entrando de cambio por Landry N'Guémo en el minuto 90 convocado por el entrenador Arie Haan. Jugó para Camerún en seis ocasiones hasta 2010 sin anotar goles.

## Muerte
Elong Elong murió en un accidente de tráfico el 31 de marzo de 2025 a los 40 años.

## Palmarés
- Iran Pro League: 2007-08
- Copa Hazfi: 2011–12